# Zygia cataractae
Zygia cataractae är en ärtväxtart som först beskrevs av Carl Sigismund Kunth, och fick sitt nu gällande namn av Maria de Lourdes Rico. Zygia cataractae ingår i släktet Zygia och familjen ärtväxter. Inga underarter finns listade i Catalogue of Life.